# Volant Elf
 (février 2020).
Le Volant Elf est un concours organisé au sein de l'école de pilotage du circuit du Castellet de 1971 à 1994, ayant pour but de détecter puis de former de jeunes pilotes automobile de 18 à 28 ans aux courses sur circuit. Le vainqueur gagnait une saison en championnat de France de Formule Renault avec le soutien financier du pétrolier français Elf.

## Création du Volant Elf
Paul Ricard souhaitait promouvoir de jeunes pilotes pour installer durablement son circuit dans le milieu de la compétition automobile. Parmi les conseillers consultés se trouvait Tico Martini par ailleurs associé de l'École Winfield alors célèbre avec son « Volant Shell ». Il s'était proposé de créer une nouvelle école au Paul-Ricard mais le projet avait échoué car Winfield ne concevait pas de s'installer au Castellet sans la garantie d'un droit au bail durable. Paul Ricard de son côté n'imaginait pas se dessaisir d'une partie de sa propriété commerciale. Il chargea alors Jean-Pierre Paoli de créer une école de toutes pièces. Une première tentative avec le concours de BP France, représentée par Marc Cerneau et Ford France, échoua sous la pression du pétrolier Elf et de Renault, lequel venait de reprendre à son nom la prometteuse création de la FFSA connue jusque-là sous le nom de « Formule France ». La négociation aboutit sur la fourniture gratuite de six monoplaces construites par Alpine, filiale de Renault Sport. François Guiter, sous l'influence de Paoli, prit à sa charge non plus la fourniture gratuite d'une monoplace au lauréat annuel de l'école mais l'incorporation du lauréat au sein de l'équipe Elf de Formule Renault. Elf se réservant d'aider ou pas le lauréat pendant une année supplémentaire en fonction des performances obtenues. Cet avantage décisif permit à la nouvelle école Renault Elf d'attirer les meilleurs candidats. Dès la première année Patrick Tambay, futur pilote de F1, gagnait sous sa nouvelle désignation non plus un volant Elf mais un titre de « Pilote Elf ». Philippe Vidal en fut le premier directeur.
Après la création du circuit du Castellet, François Chevalier, le responsable de la promotion du circuit, décide de créer une école de pilotage et d'offrir au meilleur élève une saison en championnat de France de Formule Renault. Il reçoit le soutien de François Guiter, responsable de la communication de Elf, et nomme Philippe Vidal, un ancien pilote et responsable de la Formule France à la FFSA, directeur de l'école. Deux cents élèves se présentent la première année et le vainqueur est Patrick Tambay, qui est félicité par Ken Tyrrell.
Pour 1972, Philippe Vidal quitte l'école de pilotage et la direction est confiée à Antoine Raffaelli, un moniteur de l'école. Puis, fin 1972, Jean-Pierre Paoli, qui avait démissionné l'année précédente de ses responsabilités du circuit, prend la direction de l'école et réussi un rapprochement avec l'École Winfield du circuit de Magny-Cours. Le nom de l'école change pour « École Elf-Winfield - Circuit Paul-Ricard ».  
À la suite des performances des anciens vainqueurs du Volant Elf comme notamment Tambay, Didier Pironi ou Alain Prost en Formule 1, le concours prend une ampleur internationale avec des pilotes américains principalement dans les années 1980.
Après la retraite de François Guiter, Elf, par mesure d'économie, fusionne les Volant Elf du Castellet, Volant Elf de Magny-Cours et Volant Elf du Mans en une structure unique : « La Filière » Auto Sport Academy.

## Vainqueurs du Volant Elf
| Année | Vainqueur                             |
| ----- | ------------------------------------- |
| 1971  | Patrick Tambay                        |
| 1972  | Didier Pironi                         |
| 1973  | Richard Dallest                       |
| 1974  | Serge Meynard                         |
| 1975  | Alain Prost                           |
| 1976  | Gérard Choukroun                      |
| 1977  | Alain Ferté                           |
| 1978  | Pascal Fabre                          |
| 1979  | Philippe Renault                      |
| 1980  | Philippe Paoli                        |
| 1981  | Olivier Grouillard                    |
| 1982  | Paul Belmondo                         |
| 1983  | Éric Bernard                          |
| 1984  | Erik Comas                            |
| 1985  | Ron Emmick                            |
| 1986  | Ludovic Faure                         |
| 1987  | Olivier Panis                         |
| 1988  | Guillaume Gomez                       |
| 1989  | Stéphane Ortelli                      |
| 1990  | Richie Hearn                          |
| 1991  | Jason Engle                           |
| 1992  | Steeve Hiesse                         |
| 1993  | Sébastien Alberto et Sébastien Boulet |
| 1994  | Renaud Malinconi                      |

## Célébrités ayant participé au concours
Le concours compte d'anciens élèves ayant fait une grande carrière en compétition automobile, comme :
- Patrick Tambay, vainqueur en 1971, deux victoires en Formule 1 (Grand Prix d'Allemagne 1982 et Grand Prix de Saint-Marin 1983) ;
- Didier Pironi, vainqueur en 1972, vice-champion de Formule 1 en 1982, trois victoires en Grand Prix, vainqueur des 24 Heures du Mans 1978 ;
- Alain Prost, vainqueur en 1975, quatre fois champion du monde de Formule 1 ;
- Jean Alesi, finaliste en 1983, a disputé 201 Grands Prix de Formule 1 de 1989 à 2001, a remporté le Grand Prix du Canada 1995.

## Pilotes notables ayant participé au Volant Elf au Castellet
- Bruno Saby, finaliste en 1973[4]
- François Chauche, finaliste en 1978
- Bertrand Gachot, finaliste en 1983
- Alain Menu, finaliste en 1984
- Laurent Daumet, finaliste en 1985 (champion de France de Formule Ford en 1987)
- Régis Munier, finaliste en 1986
- Yvan Muller, finaliste en 1987
- Patrick Lemarié, finaliste en 1987